# Certificado digital

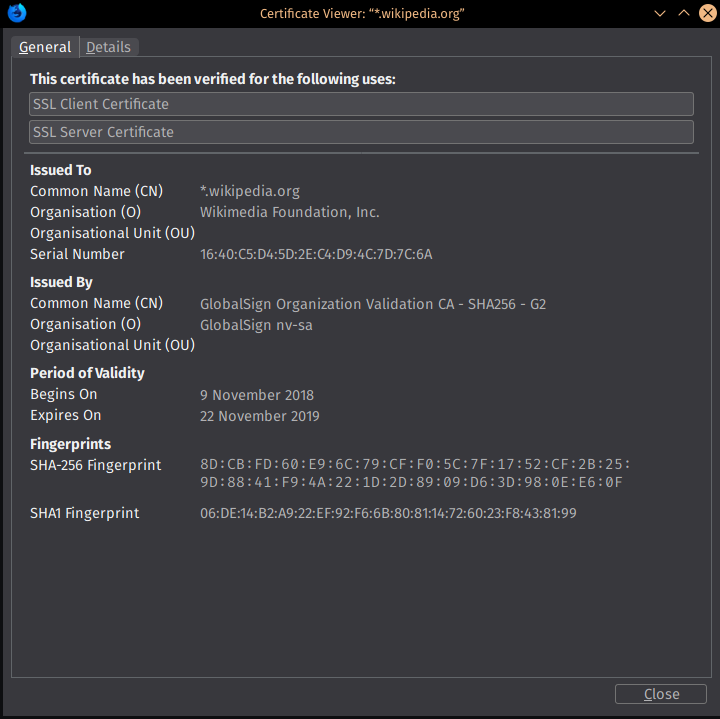
Certificado cliente-servidor da *.wikipedia.org

Certificado digital é um documento eletrônico que contém dados sobre a pessoa física ou jurídica que o utiliza, servindo como uma identidade virtual que confere validade jurídica e aspectos de segurança digital em transações digitais. Este documento utiliza um sistema criptográfico conhecido como criptografia assimétrica, e geralmente inclui o nome do utilizador, sua chave pública, a entidade emissora, a assinatura digital e o prazo de validade do certificado. A emissão, distribuição, renovação e revogação de um certificado digital é feito por uma autoridade certificadora, entidade encarregada da validação dos certificados e vinculada a uma hierarquia na infraestrutura de chaves públicas (ICP). A validade de um certificado digital pode ser verificada por meio dos navegadores modernos, que inspecionam a cadeia de confiança utilizada em conexões seguras (HTTPS).

## Definição
A certificação digital é uma tecnologia de identificação que permite que transações eletrônicas sejam realizadas considerando os aspectos de integridade, autenticidade, confidencialidade e irretratabilidade, de modo a evitar que adulterações, interceptações de informações privadas ou outros tipos de ações indevidas ocorram. Deste modo, o certificado digital faz a ligação entre a chave pública exclusiva do utilizador e a Autoridade Certificadora que chancela a identidade do documento.

## Composição
O padrão mais utilizado de formato dos certificados é o X.509. Ele apresenta os seguintes campos:
- Versão - Número da versão X.509 do certificado.
- Número de série - Identificador único do certificado e representado por um inteiro. Não deve haver mais de um certificado emitido com o mesmo número de série por uma mesma AC.
- Algoritmo de Assinatura da AC - Identificador do algoritmo usado para assinatura do certificado pela AC.
- Nome do Emissor - Nome da AC que produziu e assinou o certificado.
- Período de Validade - Intervalo de tempo que determina até quando um certificado deve ser considerado válido
- Nome do sujeito - Identifica o dono do Certificado
- Chave Pública do Sujeito - Contém o valor da chave pública do certificado junto com informações de algoritmos com o qual a chave deve ser usada.
- ID único do Emissor - Campo para permitir o reuso de um emissor com o tempo.
- ID único do Sujeito - Campo para permitir o reuso de um sujeito com o tempo.
- Extensões - Campos complementares para personalizar um certificado.

## No Brasil
No Brasil, todas as ACs estão subordinadas à ICP-BRASIL, orgão público de certificação digital criado pela Medida Provisória 2.200-2 de 2001. Isso significa que somente as transações realizadas com certificados emitidos por autoridades credenciadas na ICP-Brasil tem validade jurídica reconhecida. A ICP-Brasil estabeleceu, dentre outros, dois tipos principais de certificados digitais chamados A1 e A3. O certificado digital A1 tem duração máxima de um ano e pode ter sua chave privada armazenada na memória do computador. Já o A3 é válido por três anos e deve ter a chave privada gerada e mantida em hardware criptográfico, como um smartcard ou um token criptográfico USB.